# Gabriela Women's Party
Le mouvement GABRIELA (General Assembly Binding Women for Reforms, Integrity, Leadership and Action) est une organisation philippine de gauche qui milite pour les droits des femmes liés aux réformes, à l'intégrité, à l'égalité, au leadership et à l'action.  
GABRIELA est un réseau national d'organisations populaires, d'institutions et de programmes qui traitent des enjeux relatifs aux droits humains, la pauvreté, la mondialisation, le militarisme, la violence, la culture du viol, la santé, le trafic et l'esclavage sexuels, la censure et d'autres questions touchant aux droits des femmes. Il existe des branches régionales, dans le Grand Manille (Metro Manila), dans la région administrative de la Cordillère et Mindanao ; des sous-branches régionales à Negros, Panay et Samar et des branches provinciales à Bicol et Cebu.  
GABRIELA fait partie des nombreuses coalitions aux Philippines, leur priorité étant l'inclusion des femmes de différents horizons, et se concentre sur l'éducation et le renforcement de l'esprit d'équipe afin de lutter contre les problèmes auxquels elles sont confrontées. 

## Histoire
GABRIELA a été fondée en avril 1984, à la suite de la marche où près de 10 000 femmes ont défilé à Manille, défiant un décret du président autoritaire Ferdinand Marcos contre les manifestations. Face à un contexte d'inégalités sociales et d'instabilité profondes, le mouvement GABRIELA tente d'apporter des réponses communes aux problèmes de libération nationale, de pauvreté et d'émancipation des femmes. Les fondatrices de l'organisation ont milité pour une transformation entière de la société, plutôt que de se concentrer sur les formes individuelles d'oppression, s'inscrivant dans le mouvement du féminisme post-colonial. 
L'ONG a été nommée en l'honneur de Gabriela Silang, une révolutionnaire philippine, qui a mené une révolte contre l'Espagne dans la seconde moitié du XVIIIe siècle. Gabriela Silang a endossé le rôle de leader anticolonialiste à la suite de la mort de son mari. GABRIELA est un parti politique important pour les femmes philippines car il remet en cause et défie les visions patriarcales de la société, tout en résistant à l'influence étrangère et au néocolonialisme. 

## Performance électorale
En 2003, la liste du parti « Gabriela Women's Party » (GWP) a été lancée par GABRIELA.  Lors des élections de 2004 pour la Chambre des représentants, la liste du parti a obtenu 464 586 voix (3,6 % du vote national et un siège, occupé par Liza Maza (en)). Lors des élections du 14 mai 2007, le parti a remporté 2 sièges par le vote national. GWP a été le seul parti de femmes qui a pu obtenir un second mandat au Congrès. Lors des élections de 2007, Gabriela Women's Party a achevé en matière de représentation aux élections[pas clair]. Il est important de noter que bon nombre des femmes qui ont été élues du Parti des femmes Gabriela sont des femmes qui ont survécu à des abus dans leur vie. 

## Traite des êtres humains
Aux Philippines, GABRIELA participe activement aux campagnes de sensibilisation pour prévenir la traite des femmes et des filles d'origine philippine. Ses stratégies consistent en des séminaires et la diffusion d'informations aux ONG et aux agences gouvernementales et des campagnes de sensibilisation au niveau communautaire. GABRIELA Philippines rapporte qu'une Philippine peut être vendue entre 3 000 et 5 000 dollars dans le commerce international de l'esclavage sexuel. Le parti politique GWP a lancé une campagne, Purple Rose, pour lutter contre le problème du trafic sexuel des femmes et des enfants philippins. En plus de la campagne Purple Rose, GABRIELA est activement engagée dans le Vow to Fight (VAW), qui est le vœu de lutter contre les violences envers les femmes et la campagne Free Our Sisters / Free Ourselves.